# Storia di Nuoro

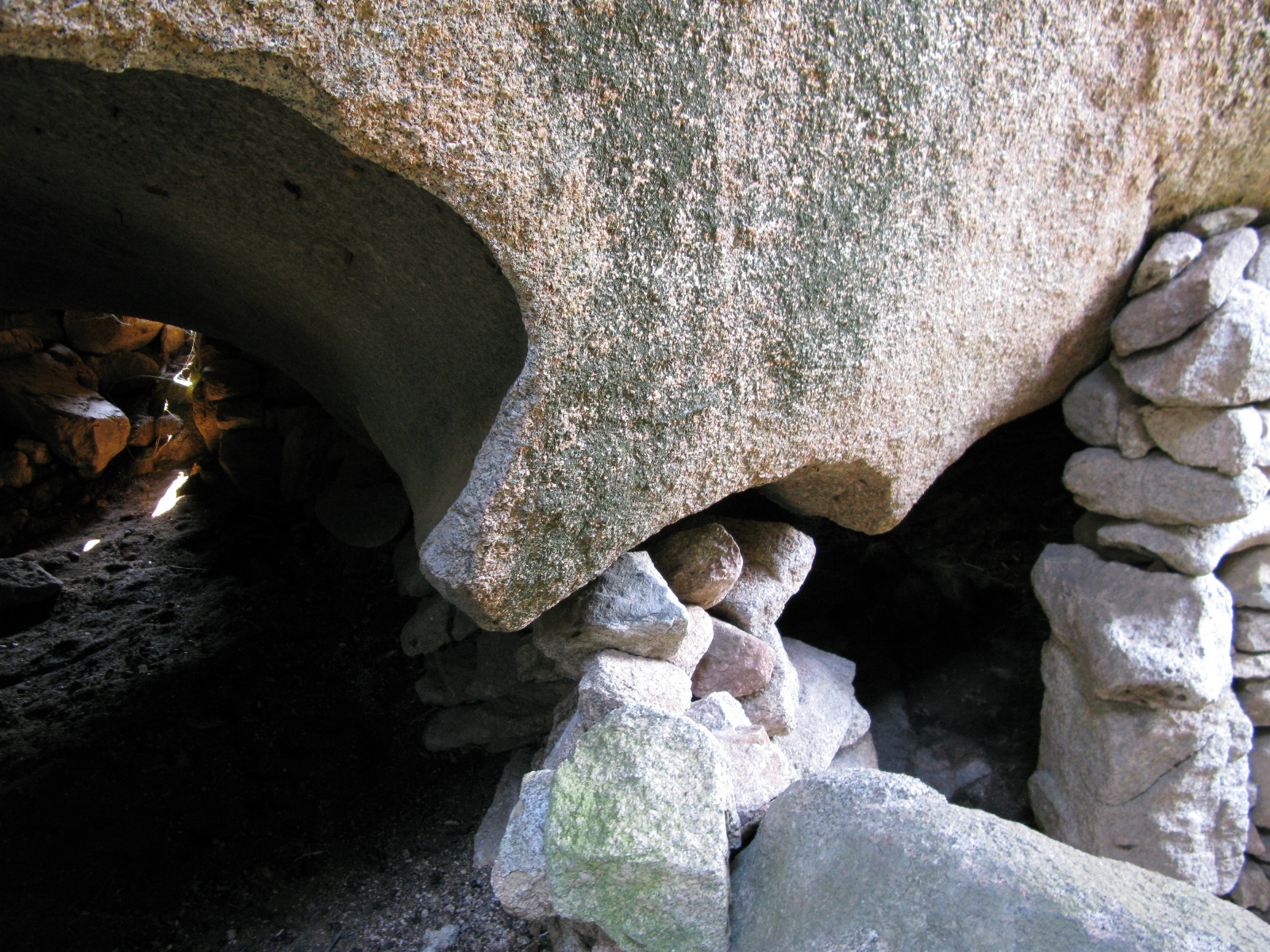
Monte Ortobene - Pala 'e casteddu - antichi ripari sottoroccia

La presenza dell'uomo nel territorio di Nuoro risale a diversi millenni prima di Cristo. La ragione principale della frequentazione umana è da ricercare nella posizione geografica della città: Nuoro è infatti situata su un'altura al centro di uno snodo orografico che consente di controllare la comunicazione tra la valle del Tirso ed il bacino del Cedrino con le valli che conducono alle attuali baronie di Siniscola, Orosei e Galtellì e verso la Barbagia di Ollolai a sud e di Bitti a nord. 
Sul monte Ortobene  numerosi sono i resti di tombe prenuragiche, edifici nuragici e ripari sotto roccia utilizzati per millenni (fino all'Ottocento). Altre presenze sono evidenti nella zona della montagna chiamata Seuna, dove sono presenti tracce di murature, altre ancora, ai piedi di punta Pala 'e casteddu.

## Dal Neolitico alla Civiltà Nuragica

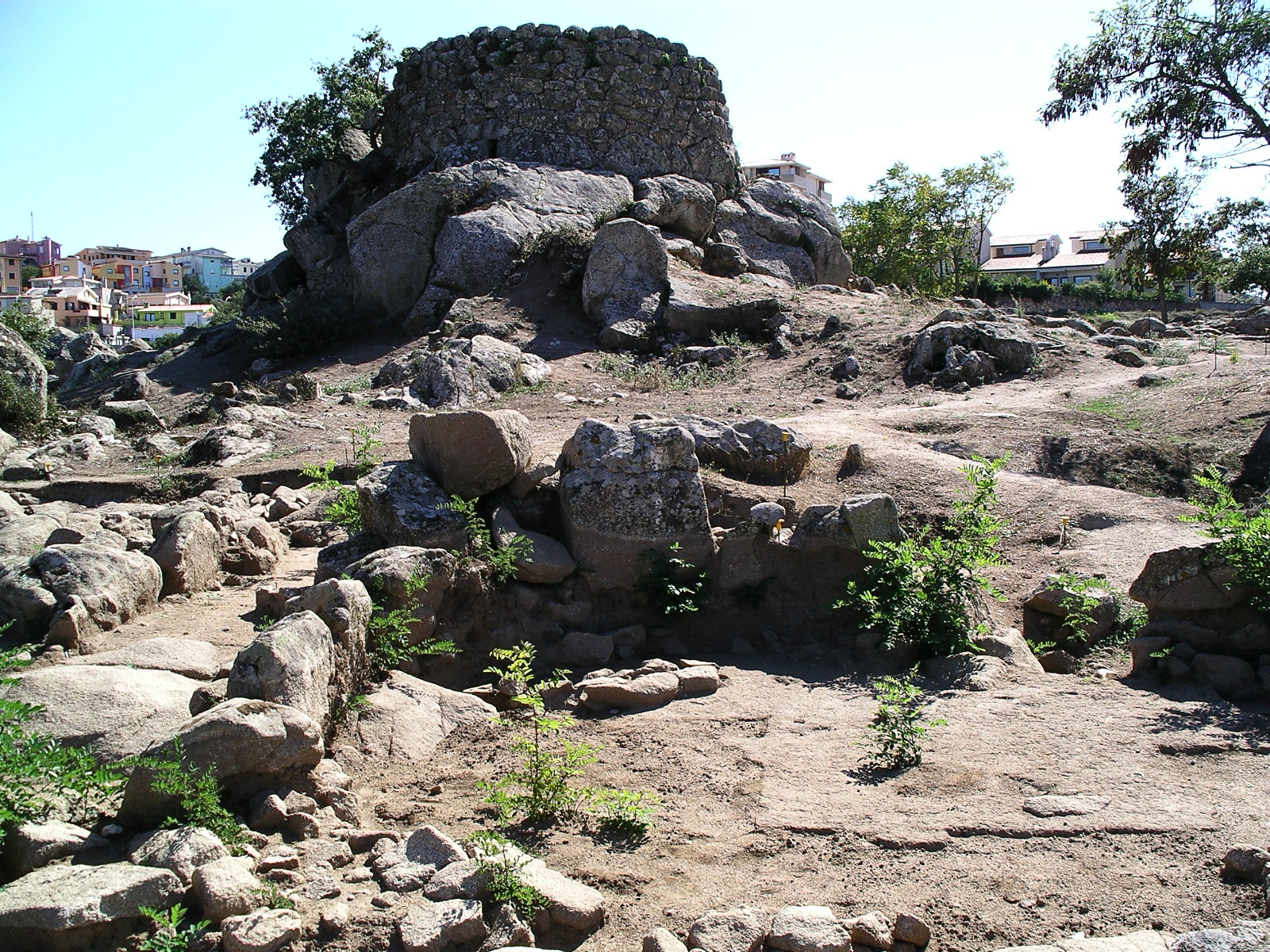
Il nuraghe Tanca Manna

Le tracce più antiche della presenza dell'uomo nel territorio nuorese risalgono alle Domus de janas (in nuorese bìrghines) del IV-III millennio a.C., tra la fine del Neolitico e l'inizio dell'età dei metalli. Vi sono infatti 10 necropoli ipogeiche: Borbore, Janna Bentosa, Balubirde, Maria Frunza, Su Cossu, Molimentu, Sa 'e Belloi, Piras, Su Puleu e Bortaleo. Nei pressi delle necropoli sono state rinvenute asce in pietra e manufatti ceramici o in ossidiana.
Nel quartiere cittadino Su nurache, nei pressi del nuraghe Tanca Manna sono presenti i resti di un villaggio prenuragico (datato al 1.700-1.600 a.C. epoca della cultura di Bonnannaro).
Il villaggio, scavato di recente, secondo una stima della Soprintendenza Archeologica di Sassari e Nuoro, si estende per oltre 3 ettari, ed è composto da circa 200 capanne.
Alcune delle capanne già indagate, sia di pianta circolare che rettangolare, presentano tracce dell'originario pavimento costituito da un battuto di argilla e sughero.
Nel versante a est del villaggio Tanca Manna erano presenti alcune Domus de janas, distrutte dalla cavazione del granito avvenuta nel XIX secolo. L'attività antropica recente ha anche cancellato una tomba dei giganti ed un pozzo sacro situato nella vicina via martiri della libertà. Il sito ha restituito fusaiole e pesi da telaio oltre a porzioni di tegami, olle, ciotole, vasi a bollitoio in terra cotta, per lo più inornate o con decorazioni a "pettine impresso" e frammenti di un tripode riferibile alla "Cultura di Bonnanaro". Tali resti lasciano immaginare un'intensa attività domestica, legata alla tessitura e a quella agropastorale.

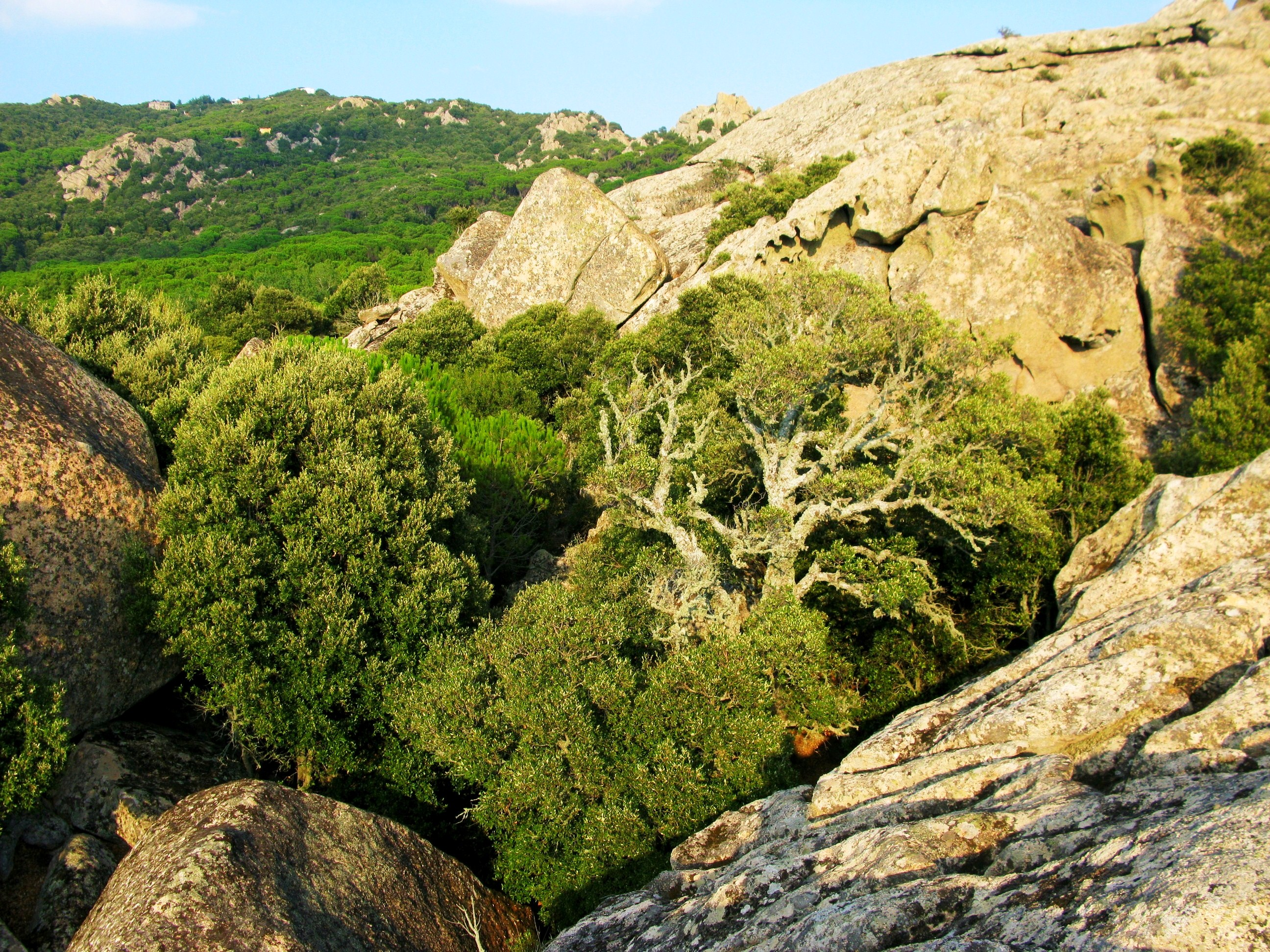
Monte Ortobene - lecci e graniti

Presso Sedda Ortai, nel monte Ortobene, sono presenti tracce di muratura probabilmente di una fortificazione dell'età del Rame.
La Civiltà nuragica, a partire dal 1500 a.C. fino alla colonizzazione romana, ha lasciato una forte impronta sulla storia di Nuoro come dimostrato dai numerosissimi nuraghi presenti nella zona (32 nel territorio comunale oltre a 12 villaggi nuragici e 12 tombe dei giganti). Essi coronano quasi tutti i colli della città, risultando spesso assorbiti o inglobati nel tessuto urbano (nuraghi Tanca manna, Ugolio, Biscollai), altri sono collocati nelle immediate periferie (Corte, Tigologoe, Tèrtilo, Tres Nuraghes, Gabotèle), spesso accompagnati da tombe dei giganti o da villaggi nuragici, per lo più da sottoporre ad operazioni di scavo. Di tanti nuraghi rimangono vaghe tracce, come nel caso del colle di Sant'Onofrio, altri sono scomparsi come avvenuto per l'insediamento di Gurtei oramai sotto le abitazioni dell'omonimo quartiere.
Si segnalano per la complessità costruttiva sia il nuraghe Nurdole (al confine tra i territori di Nuoro e Orani) che il nuraghe Noddule, nei quali sono presenti rispettivamente una vasca lustrale con incisioni decorative ed un pozzo sacro costituito da trachiti policromatiche. Il ritrovamento di oggetti di fattura non esclusivamente nuragica segnala la presenza di flussi commerciali anche extra insulari (come ad esempio un piccolo leone bronzeo di probabile fattura etrusca o le decine di perle di ambra baltica rinvenuti presso il Nurdole).

## L'epoca romana

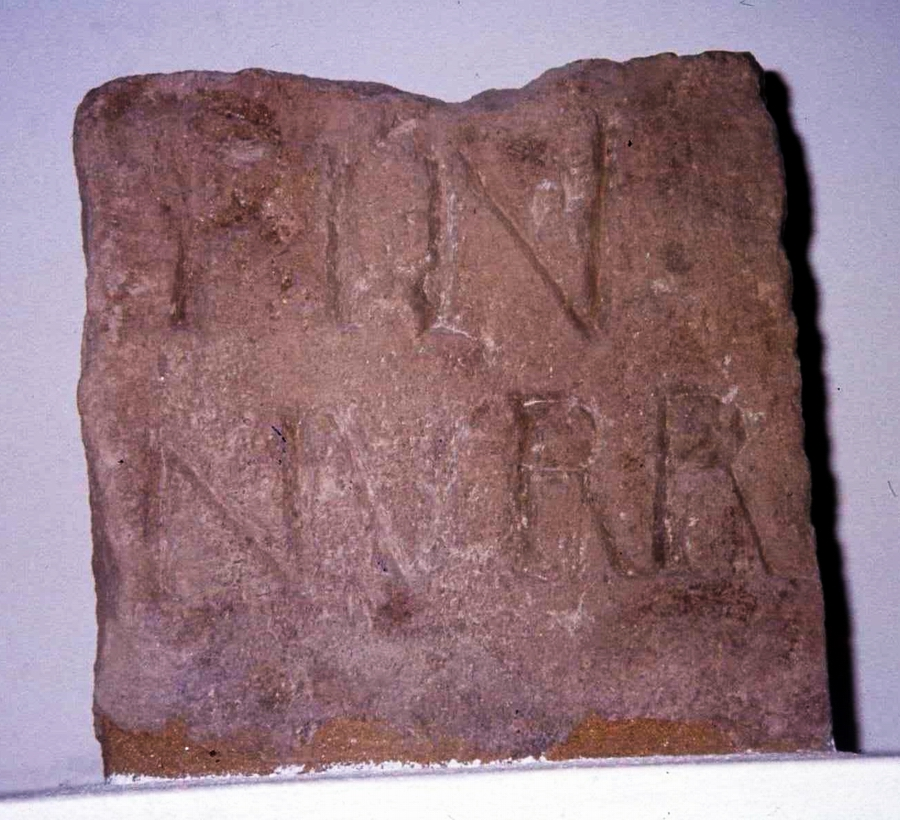
Cippo romano di confine con l'iscrizione FIN NURR - Sassari, Museo Sanna

La penetrazione romana fu di grande efficacia in quest'area, come testimoniato dalla parlata del nuorese, la variante del sardo spesso ritenuta più vicina al latino, anche secondo il celebre linguista Max Leopold Wagner. Roma creò nella "provincia" sarda un sistema viario capillare. Le arterie stradali principali (viae principales) erano quattro, le strade antoniniane, tutte con direzione nord-sud: la litoranea occidentale (a Tibulas-Karales); l'interna occidentale (a Turre-Karales); l'interna orientale (a Olbia-Karales per Mediterranea); la litoranea orientale (a Tibulas-Karales). Nuoro sorge lungo l'antico percorso principale della per Mediterranea, nello snodo con la via Transversae (la trasversale mediana) che attraversava la Sardegna lungo un asse est-ovest (con quattro stazioni nodali negli incroci con le 4 principales: Cornus-Macopsissa-Nuoro-Dorgali/Orosei). La Trasversale mediana era utilizzata per il trasporto del grano della valle del Tirso verso la costa di Orosei, per l'imbarco del prodotto destinato al porto di Ostia. Sempre a Nuoro terminava anche una strada vicinale Benetutti-Nuoro. Le prime fasi della dominazione romana furono sicuramente concitate e avversate in questa zona che, comprendendo tutta l'area del Gennargentu e del Goceano, essi definivano in età repubblicana delle "Civitates Barbariae" e dei "Barbaricini" in età tardo imperiale e poi nella breve età vandalica.
Il ritrovamento soprattutto in Barbagia e nel Marghine di monete puniche con una raffigurazione taurina sembrerebbe indicare una fase storica in cui le "popolazioni sarde (legate al culto del toro) e puniche, si coalizzarono" inizialmente per reagire all'impatto della Repubblica. I romani reagirono sia militarmente che con una lenta e intelligente attività di "sedentarizzazione" dei clan locali, al fine di favorire lo sviluppo agricolo delle terre. Delimitarono dunque grandi latifondi da avviare alla coltivazione del grano che assegnarono a coloni o alle popolazioni locali. I confini erano segnalati da lapidi indicanti la proprietà. Un cippo terminale con la dicitura "FIN NURR", cioè fines nurritanorum, (termine richiamato anche dal nome del vicino nuraghe Nurdole, il cui villaggio a una decina di chilometri da Nuoro e Orotelli era abitato sino al Medioevo), consente di identificare la localizzazione di quella popolazione che, semi-romanizzata, nel II secolo d.C. costituì un reparto militare imperiale assegnato alla Mauretania Cesariense: la "Cohors I – Nurritanorum". Ai membri della coorte, nel 107 d.C., fu concesso il congedo e la cittadinanza romana.
Secondo il linguista Massimo Pittau "molto probabilmente esisteva un cippo terminale analogo, tra Nurdole e Nuoro, nel sito chiamato, in maniera del tutto trasparente, Preda Iscritta «pietra scritta», all'inizio della lunga salita di "su Berrinau", che porta a "Badu 'e Carros" «guado dei carri» di Nùoro".
In epoca tardo imperiale e alto medievale si svilupparono insediamenti militari e agricoli testimoniati da basamenti murari e manufatti romani rinvenuti ad esempio in località Noddule/Loddune, in località Saderi e in quelle di Ivana e Muru Apertu nella regione di Marreri e alle pendici del monte Ortobene. Secondo il Pittau la zona nuorese di Corte (dal lat. cohorte(m) «coorte militare»), sarebbe stata la sede di una guarnigione militare romana fortificata in un castrum. Questa avrebbe mantenuto un collegamento logistico a nord con l'importante borgo romano di Sant'Efis situato nel territorio di Orune, mentre a sud con un castrum a Mamoiada ed uno a Sorabile (Fonni).
Tutto ciò testimonia il profondo processo di romanizzazione dei barbaricini accompagnato dall'insediamento di cittadini romani, latifondisti, centurioni, pur nella permanenza del problema del brigantaggio ad opera di singoli clan razziatori che non accettavano la sottomissione all'autorità Imperiale.

## Il Medioevo e l'Età Giudicale
Con la caduta dell'Impero romano d'Occidente la Sardegna passò nel 476, con tutta la provincia d'Africa, sotto il dominio dei Vandali. Il loro regno durò fino al 548 quando, Giustiniano I, Imperatore d'Oriente, riuscì ad annettere la Sardegna all'Impero Bizantino. Le fonti storiche più importanti su quel periodo sono costituite dalle testimonianze dirette di Procopio e dalle 39 lettere di papa Gregorio I (590-604). Dalle lettere del Pontefice emerge l'esistenza di due Sardegne diverse: una romanizzata, cristianizzata e bizantina (quella dei Provinciales), e una interna, costituita da aggregati cantonali, con popolazioni idolatre e pagane, la Gens Barbaricina governata da un capo: "Hospitoni duci Barbaricinorum". Facendo seguito a una costante e tenace azione diplomatica (testimoniata nelle lettere succitate), nell'estate del 594 si concluse un patto tra Bizantini e Barbaricini e, tra i vari accordi, Ospitone accettò la conversione al Cristianesimo del suo popolo. Per evangelizzare a fondo la Corsica e la Sardegna, papa Gregorio I affidò le due isole ai Benedettini delle isole toscane, che vi rimasero per tutto il Medioevo, anche se la prima e profonda cristianizzazione avvenne ad opera degli ordini monastici greci (studiti, basiliani, ecc.) sotto l'egida bizantina. I Benedettini costruirono piccoli monasteri, detti abbadie e curarono la costruzione delle pievi, delle vie e la tenuta dei fondi agricoli.
La presenza bizantina in epoca alto medievale a Nuoro è testimoniata presso il quartiere di San Pietro, in via Brusco Onnis, dal rinvenimento di una tomba multipla bizantina (poliandro), dove all'interno vi erano resti umani, una cuspide di lancia e una fibbia (per i cinturoni in cuoio), vestiario ed equipaggiamento bellico tipico di una decarchia bizantina, un corpo militare composto da soldati-coloni con famiglia al seguito, detti Kaballarioi, l'élite militare ed agraria bizantina. Nel 1868 lo Spano riportava del ritrovamento di una moneta dell'imperatore Leone VI il saggio nei dintorni della città.

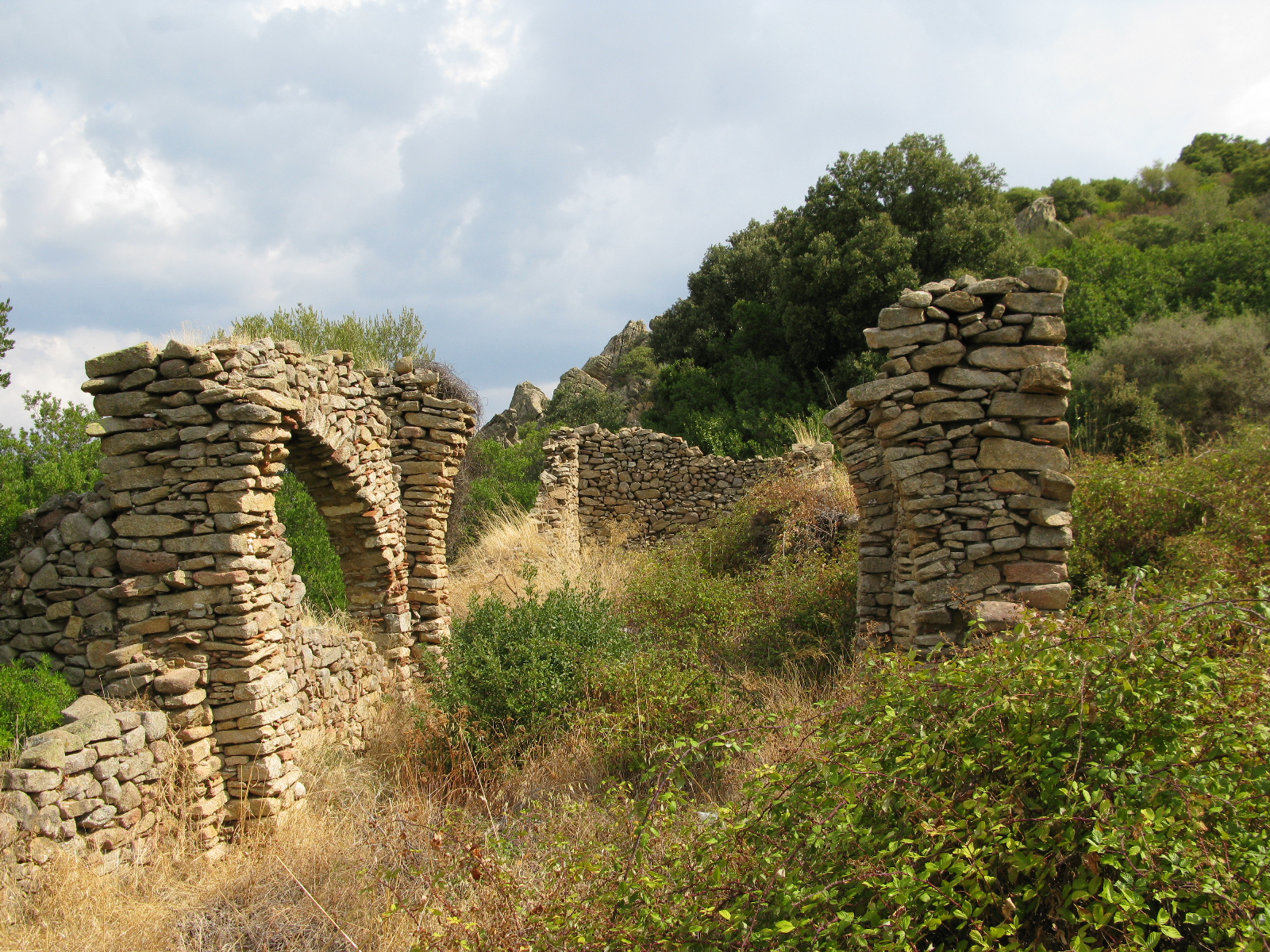
Nuoro - i ruderi di "Sa Itria"
Oltre ai resti militari e civili, vi sono anche indizi legati a culti antichi, come nel caso dei ruderi della chiesa di Nostra Signora d'Itria, con le adiacenti strutture murarie, collocati presso le pendici nord del monte Ortobene a circa 1 km da Nuoro. "Itria" è infatti un nome legato al culto di origine greca ed orientale per la Madonna Hodeghetria, di cui Itria è l'abbreviazione. Questo epiteto è formato dalle radici hodos, strada, e hegheisthai, condurre, pertanto ha l'accezione di Madonna del viandante, del pellegrino. In Italia viene ufficialmente denominata Madonna "Odigitria". Le chiese a lei dedicate erano vicine agli antichi centri abitati e, spesso, erano collegate a questi da percorsi sacri di espiazione e pellegrinaggio. Il percorso e la strada erano pertanto vissuti come un'allegoria dell'adesione agli insegnamenti di Cristo, la Via, sotto la protezione della Beata Vergine. Nonostante ciò, il culto della madonna d'Itria in Sardegna non è attestato nei documenti medievali, con l'eccezione di un'icona che formava parte dell'arredamento della chiesa di Santa Maria di Cluso, nella scomparsa città di Santa Gilla, antica capitale del giudicato cagliaritano. Pertanto, nonostante alcuni santuari con la denominazione d'Itria siano situati, come nel caso di Gavoi, nelle vicinanze di resti archeologici come menhir, nuraghi o luoghi comunque anticamente sacri, non è automatico concludere l'esistenza del culto con continuità dal medioevo sino a oggi. La chiesetta del monte Ortobene ha comunque evidenze che potrebbero risalire ad antichi insediamenti monastici o di cenobiti. Oltre a tre ambienti con evidente funzione abitativa nei pressi, sono infatti presenti tracce di terrazzamenti per produzioni orticole di sostentamento e nei dintorni nascono spontaneamente i gigli, simboli di purezza, che venivano impiantati per le celebrazioni della festa dedicata alla Madonna d'Itria, che si tenevano ancora fino al XIX secolo presso la chiesa delle Grazie, in quanto la chiesa di Sa Itria venne sconsacrata già dalla metà del Settecento secondo quanto riportato nel dizionario Angius-Casalis. A fine Seicento, si registra la morte di un "hermitaño" che si occupava della cura della chiesa. Nelle immediate vicinanze del sito vi sono i resti della chiesetta di Santu Thomeu e di Santu Jacu.

### La Curatoria turritana di Nugor
| Dal condaghe di San Nicola di Trullas 267 - De Puzu passaris |
| --- |
| «Comporaili a Ianne Tatacki sa corte e issa domo e issas terras de Puzu passares; e deivili .I. voe domatu in tres sollos et.I. vacca in sollu. Testes: Furatu Melone et Gostantine de Nugor et Gavini Marras. Et osca venit Iorgi Corsu e kertait cun Ianne Tatacki ka: «Custa pa<r>thone ki vendisti, mea est»: e binki-ndelu in corona de su mandatore Gosantine de Nugor. Testes: Comine Marra et Zacaria su frate. Et osca ave ki vinci comporailila: a Iorgi Corsu; e deivili .I. boe domatu, et .VI. berbece, et .X. cubita de pannu: puspare li feki .IIII. sollos. Testes: Comine Marra et Zacharia su frate. Et osca derunnimi sa corte et sa domo et issas terras de Ianne Tatacki, aprezande a kantu mi levarun in corona de Gosantine de Thori Iudas, ki 'nke fuit curatore. Testes: Ianne Pizale et Comine Marras» Comprai da Ianne Tatacki la corte, la casa e i terreni di Puzu passaris: e gli diedi un bue domato del valore di tre soldi e una vacca per un soldo. Testi: Furatu Melone, Gosantine de Nugor e Gavini Marras. E poi si fece avanti Iorgi Corsu e fece lite con Ianne Tatacki sostenendo: «Questa proprietà che hai venduto, è mia»: e lo vinse nella corona del mandatore Gosantine de Nugor. Testi: Comine Marras e Zacaria suo fratello. E dunque la comprai da chi vinse: da Iorgi Corsu; e gli diedi un bue domato , sei pecore e dieci cubiti di panno: in tutto gli pagai il valore di quattro soldi. Testi: Comine Marras e Zacaria suo fratello. E quindi mi assegnarono l'azienda, la casa e i terreni di Ianne Tatacki, valutando quanto mi avevano sottratto, nella corona di Gosantine de Thori Iudas, che era il curatore. Testi: Ianne Pizale e Comine Marras. |

Con l'affievolirsi del controllo imperiale e l'affermazione della potenza islamica nel Mediterraneo occidentale la Sardegna si ritrovò, per la seconda volta dopo centinaia d'anni, a dover gestire il territorio in autonomia. Nacquero, a partire dal IX secolo, i Giudicati, quattro regni autonomi collegati dalla comune origine amministrativa bizantina.
Di fatto essi spartirono territorialmente la Barbagia sotto la propria autorità, forse per condividere la gestione di un territorio difficile e bellicoso.
Durante i "secoli bui" i confini delle curatorie giudicali erano estremamente variabili nel tempo, modificandosi per interventi militari, per le donazioni dei fondi agli ordini monastici o ai singoli donnichellos (signori feudali), o ancora per il passaggio da un Giudicato all'altro. Le popolazioni erano prevalentemente asservite alla coltivazione nelle curtis rurali, mentre i pastori usufruivano dei terreni dei demani giudicali (detti rennu).
Le prime fonti storiche documentali su Nuoro risalgono a quattro condaghi: quello di Bisarcio, quello di San Michele di Salvennor, quello di Silki e quello di Trullas; oltre che al Codex diplomaticus Sardiniae.
Dal Condaghe di Sant'Antioco di Bisarcio si evince la più antica prova (XI secolo) dell'esistenza della villa di Nugor: il vescovo Nicodemo fece iscrivere un atto di acquisto di un salto da Dorben Lizor de Nugor.
Ma assai più importanti sono i Condaghi di San Pietro di Silki e di San Michele di Salvennor. Nel primo, databile tra il 1065 e il 1180, in una causa riguardante alcune persone che si dichiarano liberi da qualsiasi diritto che il monastero intendeva reclamare verso di essi, viene chiamato come loro avvocato donnu Comita Pinna Curatòre de Nugor. Il termine Curatòre attesta l'esistenza di una Curatoria giudicale con capoluogo Nugor, nel distretto sud orientale del Giudicato di Torres, comprendente probabilmente le sole ville di Nuoro, Lollove e Orgosolo, ma che in passato doveva essere più estesa. La cura de Nugor è citata anche nel secondo testo, il Condaghe di San Michele di Salvennor. Da ciò si evince l'esistenza di un centro di rilevanti dimensioni ed uno snodo amministrativo giudicale.La Curatoria di Nugor, estrema propaggine a sud est del giudicato di Torres, confinava a ovest con quelle di Ottana e Sarule, citate nel Condaghe di San Pietro di Silki, e ad est con quella di Orosei-Galtellì del Giudicato di Gallura. A sud vi era la curatoria arborense della Barbagia di Ollolai.
Infine, anche la scheda 267 del condaghe di San Nicolò di Trullas (riportato qui a lato) cita un Gosantine de Nugor come mandatore di apposita Corona (cioè come procuratore nominato ad hoc per dirimere la controversia).
Sulla questione è da sempre aperto un dibattito sulla coincidenza o meno di questo centro con l'attuale Nuoro, inaugurato dal Tola, che faceva coincidere Nugor con Nughedu, borgo vicino a Bisarcio. Tuttavia non conoscevano il Condaghe di San Michele di Salvennor che cita questo villaggio come Nuquetu e Nuguedu e non Nugor. Nei pressi di Cossoine esisteva probabilmente una villa chiamata Nuor, il che fa rimanere aperta la questione anche se recenti studi intendono porre fine al dibattito individuando in Nuoro la Nugor dei condaghi.
Il borgo di Nugor nel secondo decennio del XII secolo venne assegnato alla diocesi di Ottana composta dalle ville di: "Macomerio, Virore, Gorore, Molaria, Orticalli, Sabuco, Silanos, Dualque, Nuracucuma, Lexay, Golossene, Otana, Ortilli, Univer, Orane, Suarell, Nuor, Noroloe, Gossilla, Sporlazo, Illortay, Bortiochoro e Su Burgu (Burgos, solo a partire dal 16 agosto 1353)".

### I nuclei di prima formazione: San pietro,SéunaeSa Turre
Il villaggio medioevale di Nugor, secondo gli storici, nacque dall'unione degli attuali quartieri di San Pietro, Séuna e Sa Turre (colle della cattedrale). La presenza umana medievale in quest'ultima zona è infatti testimoniata dal rinvenimento, nel 1985, di cinque fosse da butto di cui una contenente ceramiche ascrivibili a un periodo compreso tra il XIV e il XVII secolo (fra cui ceramiche graffite di Pisa del XVI secolo, e maioliche liguri decorate ‘a palmette’ stilizzate blu su fondo bianco). Come detto la nuova Sèuna sorgeva attorno alla chiesa scomparsa di "Santu Milianu" ("Sant'Emiliano") e, secondo la tradizione locale, ebbe impulso dalla discesa a valle degli abitanti dell'antica Sèuna del monte Ortobene. Come avveniva in tutto il territorio della Sardegna medievale era rilevante la parcellizzazione delle popolazioni locali in una miriade di piccoli centri abitati (spesso poche case di pietra e fango) contigui alla villa. Alcuni villaggi furono abbandonati per la peste, per le guerre o per l'assorbimento da parte della villa principale. Attorno a Nugor si contavano, secondo l'Angius: Lollove (ancora frazione), Noddule/Loddune, Nurdole (Noroloe nelle Rationes Decimarum), Occana, Gortovene, Gurtei, Toddotana, pranu 'e bidda, Saderi/Sadiri, Ivana, Muruapertu, Bidda 'e Macras, la zona di Seuna-Sedda Orthai;
Ancora a inizio Ottocento erano vivi i ricordi di questi borghi abbandonati così nel Dizionario Angius Casalis vi è scritto: Vedonsi vestigie nel luogo detto Sedda Ortai, e pajono essere d'un'antica fortezza. Alcuni pastori scavando nelle vicinanze, scoprirono alcuni cannoni di piombo, che furono per acquidotto, e varie altre anticaglie. In Sadìri, in Ivana, in Muruapertu, furono trovate fondamenta e medaglie romane. Più chiare sono siffatte orme alla falda dell'Ortovene, incontro al paese, nel luogo detto Séuna. È antica tradizione che ivi esistesse una popolazione, e si riferisce al tempo della regina Leonora (Eleonora d'Arborea), al giudizio della quale i vicini Seunesi e di Nuoro sottomisero i loro rispettivi diritti sul ghiandifero di Ortovene. Si sa che la parrocchia di Seuna era dedicata a san Gemiliano. E continuando a considerare le tradizioni, diremo che forse è vero, che i seunesi concorressero poi per ricevervi i sacramenti nella chiesa di s. Leonardo, in epoca moderna chiesa del Carmelo, la quale resse poi gli onori di chiesa maggiore alla vecchia cattedrale presso una selva di lecci e la fontana detta di Logudore; e potrebbesi da questo inferire, che i seunesi e nuoresi erano due frazioni d'un sol popolo, e i primi si confondessero poi coi secondi. Un altro popolo pare sia stato all'estremità de' salti di Nuoro con quelli di Orune, forse chiamata col nome che ritiene ancora il sito di Loddune. In monte Burtei (Gurtei) a mezzo miglio di distanza dalla popolazione sono vedute fondamenta, e fu dissotterrata una campana. Una campana pure si trovò in Toddotana a circa 2 miglia e mezzo, palle di ferro, e varie altre cose. Finalmente in Baddimanna nel sito detto Planu de bidda fu già un popolo.

### Le comunità monastiche
Non si ha notizia di comunità monastiche insediate nei dintorni della città. L'unica congregazione religiosa attestata nel territorio del nuorese è quella dei camaldolesi, che nel 1139 ricevettero in dono dal vescovo ottanese Ugone la chiesa di San Pietro di Oddini. Alcuni studi hanno ipotizzato che proprio nella parte sud-orientale del ghiandifero dell'Ortobene, si potesse localizzare la chiesa di Santa Maria di Gultudolfe, scomparsa, facente parte di un antico salto ecclesiale, detto di Girifai o Jurifai. Il salto, insieme alla chiesa di Santa Maria di Gultudolfe e Santa felicita di Bithe (Vitithè o Bititè, un villaggio scomparso presso Galtellì) donato dallo iudike di Gallura Costantino de Lacon al monastero di San Felice di vada a Rosignano Marittimo nel 1160 circa. La donazione rientra perfettamente nella tipologia della secatura de rennu, un istituto giuridico medievale equiparabile alla sdemanializzazione odierna. Il re Costantino concedeva l'uso di quelle terre al monastero, che aveva pieni poteri anche sui mezzadri che vi lavoravano.
Lo studio "Gallura felix", sulla base delle assonanze dei soli toponimi presenti nel Liber Fondachi, un registro fiscale pisano del 1317-1319 redatto dai funzionari Michele Upechini e Matteotto Cipolla, colloca Gultudolfe sull'Ortobene, sulla base della presunta assonanza tra Goltove/Goltofè (denominazioni alternative du Gultudolfe) e (G)Ortovene. Tuttavia, la grafia con G iniziale non è mai attestata per la montagna nuorese, il cui toponimo è facilmente accostabile ad altri come (Sedda) Ortai, Ortuene, ecc, privi anch'essi della consonante iniziale. Sulla base di tale assonanza, si associano i soli due toponimi citati dal liber per Gultudolfe, Concha Nighella e Cucchianchi, con Cuccuru Nigheddu (il nome della cima dell'ortobene) e Capidanni, ai piedi della montagna verso Oliena. L'equivoco nasce in seno al fatto che dalle Rationes Decimarum, la chiesa di gultudolfe risulta essere associata in un'unica rettoria con la parrocchiale di Locoe. Tuttavia questo villaggio non è da identificarsi con l'abitato scomparso presso Orgosolo, ma con il suo omonimo gallurese, citato non solo nel Liber Fondachi ma anche in altri documenti medievali che lo localizzano senza dubbio nell'area dell'attuale Baronia, tra i paesi di Irgoli, Loculi e Galtellì. D'altra parte, le chiese chiamate San Giacomo di Lugula e Santa Maria di Lugula non possono assolutamente essere identificate con quella di Sa Itria e la vicina Santu Jacu, nei pressi del torrente Locula. In primis, il sardo non ammette il passaggio della g a c, inoltre Lugula è il nome medievale di Lula. Nonostante la localizzazione di Gultudolfe rimanga ancora dibattuta, esistono diversi studi che la collocano ragionevolmente nell'area tra Irgoli e Loculi, dove ancora sussiste il toponimo Durithai, associabile a Jurifai.

### Dal giudicato di Torres a quello di Arborea
Con la caduta del Giudicato di Torres nella seconda metà del XIII secolo, i territori del nuorese andarono al Giudicato di Arborea che ridisegnò l'organizzazione territoriale di queste terre di confine sia per motivi di opportunità che di governo. Risulta che queste terre ex turritane furono assoggettate ad un regime giuridico di pertinenza privata (Peculiares – ultra iudicatum) della famiglia giudicale d'Arborea.
Nel 1332 Ugone II d'Arborea e Giacomo II d'Aragona stipularono un accordo che, confermando i diritti regali giudicali sull'Arborea, affermava i diritti del sovrano arborense anche sulle terre di Dore, ma con un'investitura extragiudicale, cioè come faudatario del re d'Aragona. Ugone utilizzò questa facoltà nel suo testamento dello stesso anno, infeudando alcune terre ai suoi figli Mariano e giovanni.. Nel 1339 il re di Sardegna e Corsica confermò queste donazioni, crando ufficialmente la Contea del Goceano e includendovi, oltre al Goceano, la curatoria Dore con le ville di Oniferi, Orani, Orotelli, Ottana e Sarule, e la curatoria di "Nuoro cum villa de Orgosolo", infeudandola al giovane donnikellu arborense che poi divenne Mariano IV d'Arborea, padre di Eleonora.
Fra il 1341 e il 1342, Nuor viene indicata Nelle  Rationes Decimarum come uno dei villaggi che versavano maggiori tasse alla Diocesi di Ottana. Anche il Liber Fondachi (registro fiscale pisano) cita negli atti persone con cognome De Nuor o De Nuoro, attestando così a un'epoca compresa fra la fine del XIII e l'inizio del XIV della "caduta della g" nel toponimo, così come per altre ville sarde (Tigesi diventa Thiesi, Ogosilo diventa Osilo, Migil diventa Milis). Dai registri fiscali vaticani si evince inoltre che già nel 1341 Nuoro vantava il titolo di pievania, così come Bottidda. Erano le uniche due pievi della diocesi, certamente segno di centri di importanti interessi clericali, che in passato dovevano aver avuto alle proprie dipendenze alcune delle chiese minori del territorio.
Per ritrovare Nuoro citata nei documenti bisogna attendere il 1388, quando alcuni delegati del villaggio (Arçoco carta, majore de villa, i giurati Mariano Tolu, Gunnario Popula, Comita Dorvidi e Aramo Torla, e gli altri delegati Gunnario Asole, Mariano Quinnache, Remundo de Serra, Nicolao Tola e Parasono Matola) firmarono insieme alle altre otto ville della Curatoria Dore il trattato di pace fra sardi e catalani (la cosiddetta Ultima Pax Sardiniae o Pax Eleonorae). Dal documento si evince che, dopo almeno due secoli e mezzo di esistenza, la curatoria nuorese era stata abolita, e il suo territorio annesso a una nuova entità amministrativa, che nel 1332 era denominata curatoria di Orani, ma che - forse proprio in seguito all'inserimento di Nuoro - ricevette un nome più neutro, derivante da una località nei pressi di Orani.

## Il periodo aragonese e spagnolo

### Dal giudicato di Arborea al Marchesato di Oristano
La pace del 1388 ebbe breve durata: negli anni Novanta del XIV secolo riprendono le ostilità fra la Corona di Aragona e gli Arborea. In questo periodo fra le popolazioni dell'interno dell'Isola era radicato un sentimento antiaragonese tant'è che, sia il Goceano che il Nuorese, vengono segnalati ancora nel 1421 come zone ribelli al sovrano aragonese e fedeli al Cubello, discendente degli antichi re arborensi. In seguito all'accusa di tradimento della Corona, l'Alagon venne dichiarato ribelle e gli furono confiscati i feudi, che dopo due anni in cui sottostettero al demanio regio, nel febbraio del 1479 vennero venduti all'incanto alla famiglia Maça de Liçana, originaria di Moixent (València). Si assistette così all'instaurazione del sistema feudale, estraneo alla struttura giudicale che aveva caratterizzato tutto il basso medioevo. Questo sistema durerà fino al 1839, anno in cui il governo sabaudo riscattò i feudi. Gli Acta curiarum regni Sardiniae el 1481 riportano che i territori della curatoria di Dore, benché fossero un settimo dei possedimenti reali in Sardegna, contavano un terzo dei fuochi fiscali.
Oltre allo spostamento della Sardegna verso l'asse spagnolo, l'organizzazione dell'Isola subì anche importanti cambi in campo ecclesiastico. Nel 1503 la sede della Diocesi di Ottana venn spostata ad Alghero, e al suo territorio vennero aggregate le antiche diocesi di Bisarcio e di Castro. Per Nuoro intanto si preparava un periodo turbolento dal punto di vista dell'amministrazione feudale. Il 5 dicembre 1499 don Pero Maça de Liçana i Carroç d'Arborea, figlio di don Pero Maça de Liçana i Rocafull e doña Beatriz Carroç d´Aborea i Mur (figlia del viceré di Sardegna don Nicolás Carroç d'Arborea i Mur) divenne IV barone di Terranova, e signore delle curatorie di Dore, Nuoro, Bitti, Gallura Gemini, Seurgus, Seulo e Barbagia de Ollolai. Il feudo ricomprendeva anche le ville di Orani manno, Soubi, Orsana, Univelli, Orotelli, Orgosolo, Nuru et Locone. Alla morte di don Pero senza eredi legittimi, nel 1546, il feudo passò al suo figlio illegittimo Joan Maça de Liçana i Cascante, ma la morte improvvisa nel 1547 di quest'ultimo diede inizio a un lungo contenzioso fra la famiglia di sua moglie Guiomar de Portugal-Noronha y Fabra e sua zia (sorella di don Pero) doña Brianda Maça de Liçana i Carrós d’Arborea, che ne ottenne il possesso il 20 agosto 1547 dalla Real Audiencia de València. Il possesso durò per breve tempo, e doña Briança cedette tutti i diritti sul feudo a suo cugino Ramon Ladrón de Villanova y Rocafull, marito di Francisca Hurtado de Mendoza. D'altra parte, il 23 maggio 1548 la vedova Cascante cedette i suoi diritti sul feudo a suo fratello don Fadrique de Portugal. Negli anni della contesa il feudo, che nel frattempo iniziava a chiamarsi Baronia di Orani, fu retto prima da Baltasar Ladrón, figlio di Ramón e Francisca Hurtado de Mendoza, e poi dalla famiglia Aymerich. La causa si concluse solo il 27 agosto 1578, quando il Viceré di Sardegna assegnava i diritti sulle ex curatorie di Bitti, Dore e Gemini agli eredi di Fadrique de Portugal, mentre il resto del feudo (Terranova) a Don Pedro IV Maza Ladron de Rocafull y de Mendoza, figlio di Baltasar Ladrón.
Gli ultimi decenni del secolo furono caratterizzati da una certa vivacità culturale. Da un lato, la nascita di alcune confraternite tipiche dell'epoca diede una spinta importante alla vita religiosa del villaggio. La prima confraternita a essere istituita fu quella di Santa Croce, fondata dal gesuita sassarese Giuseppe Vargiu in missione a Nuoro nel 1579; il libro dei confratelli, basato su quello della confraternita di Nule, è il testo confraternale in sardo più antico che si conosca. La seconda è quella del Rosario, titolo sorto in seguito alla battaglia di Lepanto, che inizialmente aveva sede in una cappella della chiesa di San Paolo (sulla quale nel 1593 sorse il convento dei frati minori) e successivamente si spostò nella chiesa di San Pietro, nel centro cittadino.
L'altro aspetto rilevante fu la nascita di illustri personaggi che, nel Seicento, diedero lustro al villaggio anche al di fuori dei confini della Barbagia. Fra essi vanno ricordati il prelato Melchiorre Pirella Satta: canonico della cattedrale di Cagliari con le prebende di Serramanna, Villacidro e Nuraminis dal 1608, fu nominato vescovo di Bosa nel 1631 e di Ales nel 1635. Giovanni Maria Marchi Pirella, suo nipote, fu giudice della Reale Udienza, commissario straordinario per la grande peste del 1656 e pretore di tortona nel Ducato di Milano, nel biennio 1644-1646. Alla stessa famiglia appartennero Salvador Mulas Pirella, vescovo di Alghero dal 1659 al 1661, e fra Bonaventura di Sardegna, frate cappuccino che nel 1645 si unì alla missione nel Regno del Congo. Il cappuccino fu co-autore del primo dizionario in Kikongo della storia. Un altro importante nuorese fu Gavino Penducho Carta: nato a Nuoro intorno al 1588, fece la carriera di notaio a Cagliari per poi scalare la vetta sociale ed essere nominato, nel 1639, Receptor (tesoriere) del Consell d'Aragó. Suo nipote Josep Antoni Valls i Pandutxo fu canonico di Tarragona e presidente delle Corti Catalane nel 1701.

### L'Encontrada de Nueronel Seicento feudale
Nel 1601 vi è la prima traccia di un síndico, ossia di un rappresentante dei vassalli della comunità: Pedro Pablo Pirella, che sarà nuovamente in carica nel 1609 insieme a Juan Estevan Manca, fratello del barone Gabriel Manca.
Nel villaggio era operativo, come su tutto il territorio sardo, il tribunale dell'inquisizione: nella relazione del visitatore Juan baptista Rincón de Ribadeneyra, effettuata a partire dal 1613, si legge che Nuoro contava su un commissario del Sant'Uffizio, il sacerdote Antonio Freso di Ozieri, e sei famigli: Jaime Manca, Juan Ángel e Pedro Pablo Pirella fratelli, Francisco Satta, Francisco Marcello e Francisco Del(edd)a.
Fra gli inquisiti nuoresi, si registrano: Leonardo Cardona nel 1595, Pere Gual nativo di Marsiglia nel 1600, e le (probabili) sorelle Anna e Perdita Basigheddu nel 1605. Il caso di Perdita Basigheddu è uno dei più gravi, giacché la nuorese fu sul punto di essere condannata a morte, pena convertita nel carcere a vita il 23 ottobre 1605. Rilasciata dopo qualche anno, nel 1622 fece realizzare la campana della chiesa della Solitudine. Si tratta dell'unica campana fatta realizzare da una vittima dell'inquisizione in tutta la Sardegna.
Nel 1616 l'Encontrada de Nuero con Nuoro-Orgosolo-Locoe-Lollove entrò a far del grande e ricco Marchesato di Orani comprendente anche le encontrade di Orani, Bitti e Gallura. Il Marchesato era stato creato a favore di Anna Portugal y Borja e confinava col feudo Barbagia di Ollolai costituito dai territori di Fonni-Gavoi-Mamojada-Ollolai-Ovodda-Lodine, col Marchesato del Marghine, con i centri della Baronia di Orosei-Galtellì (Orosei-Galtellì-Dorgali-Lula-Onifai-Irgoli-Loculi) e con quella di Posada o Mont'Albo (Posada-Thiniscola-Torpè). Oliena era invece nella Baronia d'Ogliastra.
La villa, pur se soggetta alle fluttuazioni dovute a carestie e pestilenze, era abbastanza popolosa. Negli atti del Parlamento del Viceré Geronimo Pimentel, si riportano due censimenti: il primo, quello effettuato durante il parlamento del viceré Moncada, e il secondo effettuato ad hoc, per adeguare il donativo. Nuoro, che nel censimento del 1592 contava 826 fuochi, che nel 1626 si erano ridotti (alla stregua di tutti i villaggi dell'Isola) a 608, per una popolazione stimabile in 1 800 abitanti.
Nella sua opera Historia General del Reyno de Cerdeña, Francesco Angelo de Vico, Giurista e storico sardo reggente del supremo consiglio d'Aragona, probabile autore della Historia General de la Isla y Reyno de Cerdeña, scriveva che "Nuero", per il suo cielo e per la sua terra e per altre qualità era segnalata fra tutte le ville di quel regno perché era molto grande e molto popolosa ed i suoi abitanti erano molto notabili, ricchi, di grande abilità e ingegno.
Il vescovo di Alghero, diocesi in cui era confluita la diocesi di Ottana, nel 1608 visita in città 8 chiese urbane, e 8 chiese rurali. Nel 1684, visita 10 chiese urbane e 4 rurali.
Nell'ultimo decennio del Seicento Nuoro vide i natali di illustri membri delle casate sardo-spagnole: i figli di don Giuseppe Masones Manca e donna Giovanna De lima - Soutomaior. Felice e Giacomo Masones furono grandi diplomatici reali della corte di Spagna, Giuseppe fu colonnello del tercio della Galizia. La loro famiglia deteneva la Contea del Montalbo ma amministrava il feudo dalle loro numerose residenze, fra cui Nuoro, Cagliari e Siniscola.
Gli antichi rioni di Nuoro erano allora quelli ancora noti come storici:
- Santu Predu;
- Su Serbadore;
- Santa Ruche;
- Santu Càralu;
- S'Ispina Santa;
- Corte in susu;
- Sèuna;
- Sa corte de sos sette fochiles (grande cortile sul quale si affacciavano sette focolari, sette case);
- Su puthicheddu (pozzo in epoca moderna essiccato);
- Fossu Loroddu (letteralmente “fosso sporco” dove si era soliti buttare l'immondizia);
- Santu Milianu;
- Santu Nicola (zona intorno all'antica chiesetta di San Nicolò, andata poi in rovina);
- Sa Bena (fonte pubblica e abbeveratoio per il bestiame posto nell'attuale incrocio tra via Gramsci e via Manzoni);

### I capitoli della villa di Nuoro nel parlamento sardo
Alla fine del XVII secolo a seguito di pestilenze e carestie si registra un crollo demografico.
Dagli Acta Curiarum Regni Sardiniae, gli atti del Parlamento del viceré Giuseppe De Solìs Valderràbano conte di Montellano del 1698, si registrano 936 Hombres y 1168 Mujeres ma Nuoro diventa il primo centro abitato delle zone vicine (Barbaja Ololay, Marquesado de Orani, Encontrada de Nuero) e versa al Regno di Spagna la maggiore quantità di tasse con 924,08 Libras. Si apprende, inoltre, che l'allora síndico (procuratore legale dei vassalli) di Nuoro, Mauro Quirigo Corda, il publicus notarius Petrus Nieddu Guiso e i vassalli della villa, si rivolsero al re per un contrasto con il Capitolo della diocesi di Alghero, la quale intendeva appropiarsi delle rendite della Plebania, titolo detenuto dal XIV secolo dal centro barbaricino, al fine di destinarli al Capitolo della diocesi catalana, attendiendo solo a su combenençia.
Già nel 1614 Don Antonio Satta riuscì a vincere una causa contro il primo tentativo del Capitolo di Alghero, che portò ad un risarcimento di 14.000 lire. Un secondo tentativo di aggregazione venne sventato nel 1671 dai maggiorenti nuoresi che si rivolsero direttamente alla Curia romana, che giudicò il tentativo "nullo" e "simoniaco". Il Sindaco supplicò pertanto il sovrano Carlo II di Spagna affinché intercedesse con il Santo Padre per la trasformazione della parrocchia in abbazia, con l'obbligo per gli abati di risiedere nella villa, con le prerogative e i privilegi legati a tale onore per il paese. Chiese inoltre lo scorporo dalla diocesi di Alghero e l'unione con l'antica diocesi di Galtellì, in considerazione del fatto che Nuoro era contigua alle ville in passato ricadenti sotto quest'ultima diocesi (Posada, Orosei, Orgosolo, Oliena, Dorgali, Bitti, Galtellì) ed erano territori accomunati da simili interessi economici e commerciali legati ai frequenti contatti con il Capitolo di Cagliari piuttosto che con quello di Alghero. Segnalò infine, per rafforzare tale richiesta, le vessazioni doppie imposte ingiustamente dal Capitolo algherese con il pretesto del real donativo, del sussidio alle galere, del seminario (che peraltro non ammetteva, con varie scuse, seminaristi nuoresi), facendo abuso e grave torto ad una villa che vantava muchos hombres de señaladas prendas con importanti trascorsi al servizio del re. Tra i cittadini nuoresi vennero ricordati infatti: i fratelli Pirella, don Pedro Paolo e don Juan Angel, già alla guida delle truppe di cavalleria e fanteria del distretto in occasione di un tentativo di invasione francese; don Antonio Mulas Pirella, auditor general nell'esercito di Lombardia; don Antonio Manca Penducho... regidor del Marquesado de Orany con grande confianças del viceré De Solìs e suo figlio don Salvador Angel Manca; Diego Contena Pirella, ... capitan de campaña... y otros muchos de esta calidad.
La supplica venne rafforzata dal ricordo di ciò che avvenne per le ville di Ottana, Bisarcio, Castro, Santa Giusta, Terralba e Galtellì, già sedi vescovili poi ridotte a tristi borgate a seguito dell'aggregazione al Capitolo di Alghero, con grave nocumento per le entrate reali.

## Il Regno di Sardegna dalla Spagna ai Savoia
| Casati nobiliari nuoresi dal Dizionario Angius Casalis |
| --- |
| «Si possono quindi indicare due casati nobili, i Nieddu divisi in tre famiglie, e i Galisai. I primi sono già di antica nobiltà, e vantano alcuni della loro genealogia, che meritarono favori e onori dà Re Cattolici per i loro servigi, tra gli altri Gio. Nieddu Pugione, che Carlo in suo diploma del 1711 loda benemerito della corona in pace e in guerra; Giovanni di lui padre capitano delle cavallerie di Nuoro nelle frequenti invasioni de' barbareschi; Pietro Nieddu-Guiso, avolo suo parimenti capitano di cavalleria; quindi Pietro Nieddu Guiso figlio di Carlo, e comandante della cavalleria nuorese, che molto si distinse nella invasione, che i nemici di Carlo fautori di Filippo fecero in Terranova. In Nuoro fiorì per gran tempo un ramo della principale famiglia sarda de' Manca, e trà molti nominerò Antonio Manca Penduccio. Il re Filippo (1654) gli concedeva de' privilegi per rispetto à suoi meriti, e per riguardo alla stirpe da cui proveniva. Con i Manca fiorirono pure i Pirella, i Guiso, i Minutili, i Satta... I notai sono in notevole numero (35 incirca), perché è questa la professione, cui si dedicano quelli che amano il far niente. Il loro ozio però è pernicioso al pubblico.» |

In questo scritto, l'Angius confonde don Antonio Manca Penducho, nipote di Gavino penducho menzionato prima, con Antonio Manca Guiso, I marchese di Albis. Il marchesato fu creato il 10 maggio 1651 unendo la baronia di Ussana con quella di Orosei e Galtellì. La prima era eredità della famiglia Manca, essendo il primo possessore Gabriele Manca Pirella di Nuoro, nonno di Antonio, mentre quella di Galtellì proveniva dal ramo Guiso.
La guerra di successione spagnola coinvolse tutte le potenze europee. Con la pace di Utrecht il Regno di Sardegna sembrava destinato a entrare nell'impero asburgico. Nel 1717, tuttavia, un corpo di spedizione spagnolo inviato dal cardinal Alberoni, occupò di nuovo l'Isola, cacciandone i funzionari asburgici. Tra il 1718 e il 1720 il Regno di Sardegna verrà definitivamente ceduto alla Casa dei Savoia, che acquisì così il titolo monarchico.
Più estesa e popolata dei paesi del circondario, Nuoro consolidò un ruolo di riferimento per il territorio circostante. Nel 1777 il canonico Francesco Maria Corongiu scrive che Nuoro era "provvista di belle e ampie strade, deliziosa nella sua campagna ed abbondante altresì d´ogni genere di viveri, di buone carni, pane, circostanze tutte che rendono più grato il soggiorno". Nel 1779 il vescovo di origini spagnole Roig fece ricostituire a Nuoro la sede dell'antico vescovado di Galtellì, ottenendo apposito decreto da Papa Pio VI. Nella bolla pontificia si legge che "... Nuoro conta 589 famiglie e 2 782 abitanti, vi sono 5 case di cavalieri e oltre 30 di gente civile e benestante, qualche laureato e otto notai..." La diocesi assunse il nome Galtellinensis-Nuorensis.
Nuoro divenne sede del Tribunale di Prefettura (1807), città nel 1836, e sede di Divisione Amministrativa e di Intendenza nel 1848 (in pratica una terza provincia sarda, dopo Cagliari e Sassari); poi l'ultimo titolo fu ridotto nel 1859 a quello di sottoprefettura. Si sviluppò perciò come centro amministrativo a partire dalla seconda metà dell'Ottocento, periodo in cui si aprì ad un rilevante insediamento di funzionari piemontesi del Regno di Sardegna e commercianti continentali. Così avrebbe in seguito descritto questo passaggio storico il Satta: "In breve, i nuoresi si trovarono amministrati, rappresentati dagli estranei, e in fondo non se ne dolsero. Era un fastidio in meno".

### Rivolta "de su Connottu"
L'adozione della riforma agraria denominata Editto delle Chiudende del 6 ottobre 1820, provocò nell'intera Barbagia dei forti dissensi e disordini a causa dell'appropriazione selvaggia di terreni, sino ad allora adibiti ad uso comunitario e ad uso civico). Ci furono rivolte sanguinose, faide, tali da sconsigliare il Valery, che nel 1834 si trovava nell'isola (in seguito riportò le note del suo viaggio nel suo "Voyages en Corse, à l'île d'Elbe et en Sardaigne", dall'approssimarsi a Nuoro. Dopo che nel 1858 furono alienati anche i terreni demaniali, il malcontento raggiunse il culmine e scoppiò la protesta chiamata su Connottu. Il 26 aprile 1868 diverse centinaia di persone assaltarono il palazzo del municipio e diedero alle fiamme gli atti di compravendita dei terreni del demanio.
Il banditismo, che dopo Su Connottu si pretese almeno in parte corroborato da sentimenti di ribellione al nuovo regime dei suoli, ebbe una recrudescenza e lo Stato rispose con l'invio di truppe di polizia, numerose quanto poco efficaci nel contrastare grassazioni e faide. Sul finire dell'Ottocento si fece più grave l'usura, i cui maggiori gestori erano dei "miserabili napoletani" ed anche la Deledda ebbe a citarla in una delle sue opere. Una singolare e copiosa aneddotica del periodo si ricava da un romanzo scritto da un carabiniere continentale, paracadutato dalla Firenze-bene alle scabre montagne del circondario della città, del quale vale riportare un brano:
| «Nuoro: un brulichìo nerastro di villaggio steso fra le stoppie giallicce, in uno scenario fantastico di monti, dei pastori vestiti di pelli, delle vie di granito battute dal vento, delle campane martellanti un eterno tintinnìo di tarantella, la capitale del brigantaggio ci appare come un grosso e squallido borgo, dove il vescovo mitrato, il sottoprefetto e il comandante del presidio fanno l'effetto di una commenda sulla casacca di un villano.» |
| (Miles (Giulio Bechi), "Caccia grossa", 1900?) |

Il romanzo riporta incidentalmente ma con buona fedeltà il nuovo ruolo di Nuoro sede del tribunale penale, cui si traducevano gli imputati di un vastissimo mandamento, comprendente moltissimi paesi ad altissimo tasso di criminalità. Il secolo si chiuse con una rilevante partecipazione dei nuoresi all'emigrazione verso il continente americano e le miniere del Nord-Europa; fra le cause non vi era solo la povertà ma spesso anche il desiderio di sottrarre le famiglie all'implacabilità della vendetta od a diverse rischiosità sempre di versante criminoso. Sul finire del secolo gli abitanti erano circa 7.000.

## Il Novecento
Con il Novecento il fermento culturale che avrebbe dato vita all'importante avanguardia artistica sarda si giovò del notevole miglioramento dei trasporti per la comunicazione col Continente, ed anzi prese proprio questa a suo obiettivo; pian piano, si fecero conoscere oltremare le opere della Deledda, dei pittori, dei poeti. Celebri per il notevole pregio le sculture di Francesco Ciusa. Nuoro divenne un centro culturale di grande rilievo. Con l'allargamento dei servizi e dei posti di lavoro amministrativi, iniziarono a trasferirsi a Nuoro molti abitanti dei paesi vicinanti e fra questi alcuni artisti.
Passate la guerra italo-turca e la prima guerra mondiale con un elevato numero di caduti, si ebbero in città i primi sviluppi delle sinistre. Uno dei principali attivisti fu l'avvocato Salvatore Sini (noto "Badore"), originario di Sarule, impegnato in molte campagne fra le quali una per la fondazione di una lega fra le donne operaie; è noto anche come autore del testo di "A diosa" (più conosciuta con il suo incipit Non potho reposare), canzone amorosa in lingua sarda di grande successo nell'isola. Nel 1921 fu visitata da David Herbert Lawrence, il quale voleva conoscere i luoghi dove erano ambientati i romanzi della Deledda di cui egli stesso nel 1928 scriverà la prefazione della versione inglese della Madre. Lawrence rimase a Nuoro per una sola notte, e di questa fugacissima tappa, restano alcune interessanti pagine di "Mare e Sardegna" nelle quali descrisse un'animatissima sagra in costume. Nel 1926 fu conferito il premio Nobel alla cittadina Grazia Deledda.
Avendo già assunto almeno moralmente questo ruolo, ed essendola in pratica già stata nel secolo precedente, Nuoro ridivenne provincia durante il Fascismo, nel 1927. I rapporti del regime con la popolazione passarono attraverso la mediazione di alcuni artisti, i quali imposero il rispetto della cultura locale, nonostante le politiche nazionaliste fasciste. L'uso degli indumenti della tradizione fu tollerato e si giunse anzi ad avere diversi nuoresi in abiti sardi per le cerimonie del matrimonio di Umberto II. Notevole fu, tra gli artisti di punta, Remo Branca, preside del liceo ginnasio (succeduto al padre di Indro Montanelli, che in questa città trascorse l'infanzia) ed infaticabile animatore culturale.
Nel 1931 raggiunse i 9 300 abitanti.
La città contava oltre ai quartieri originari, Santu Predu, dei pastori e dei proprietari terrieri e Sèuna, dei contadini, dei braccianti e degli artigiani, con la bia Majore (attuale Corso Garibaldi, la via del passeggio), dei signori, altri dieci sub-rioni: S'Ispina Santa (via Sassari), Irillai (via della Pietà), Santu Càralu (via Alberto Mario), Su Serbadore (via Malta), Corte 'e susu (via Poerio), Santa Ruche (via Farina), Sette Fochiles (via Lamarmora), Fossu Loroddu (Largo Nino di Gallura), Su Càrmene (Piazza Marghinotti), Lollobeddu (via Guerrazzi). Vi è poi Lollobe, frazione che dista circa 15 chilometri dal capoluogo, piccolo centro rurale che mantiene un aspetto quasi incontaminato rispetto alle origini, nota nell'immaginario collettivo locale come una locazione vicina ed al contempo distante.
La sua provincia è una delle meno popolose d'Europa, e raccoglie numerose bellezze paesaggistiche e naturali di grande rilievo, tra cui il Gennargentu ed il Golfo di Orosei, con un interesse particolare per le bellezze naturali che vengono offerte nel tratto di Sardegna, in particolar modo verso la costa tra Cala Gonone, nel Comune di Dorgali e l'Ogliastra.

## Simboli
Lo stemma della città di Nuoro è risalente all'Ottocento e deriva dallo stemma di monsignor Giovanni Maria Bua, amministratore apostolico di Galtellì-Nuoro nel secolo XIX sotto il quale Nuoro divenne città nel 1836. Esso è composto da tre montagne simbolo delle tre regioni del Marghine, dell'Ogliastra e della Barbagia. Il bue, oltre a richiamare il cognome del vescovo, simboleggia la vocazione pastorale del territorio. Infine troviamo il sole e l'albero, quest'ultimo rimosso dallo stemma con decreto regio del 14 marzo del 1945 di Umberto II di Savoia.
| «D'azzurro, alla campagna di verde con lo sfondo di una catena di montagne di tre cime; sulla campagna a destra [sic] un bue, pure al naturale passante [sic]; sul tutto [sic] un sole raggiante d'oro. Ornamenti esteriori di città.» |